# امرأة تنينية

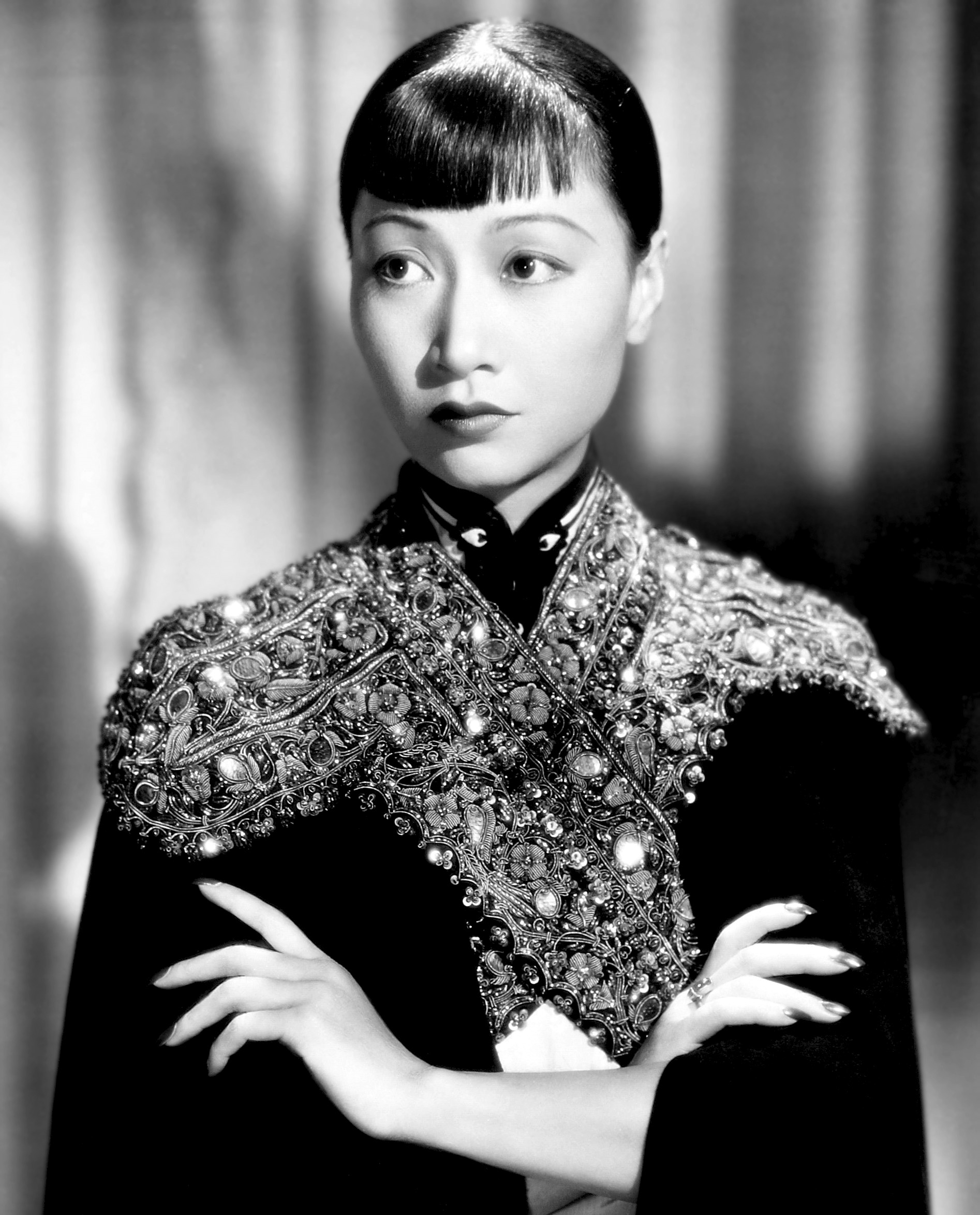
صورة دعائية للممثلة الأمريكية آنا ماي وونغ في 17 نوفمبر 1937

المرأة التنينية صورة نمطية لبعض النساء من شرق آسيا وأحيانًا من جنوب آسيا أو جنوب شرق آسيا بأنهن قويات مخادعات مستبدات غامضات، وغالبًا ما تكن مغريات جنسياً. المصطلح مأخوذ من مسلسل المرأة التنينة في الشريط الهزلي تري والقراصنة [الإنجليزية] مستوحى من شخصيات الممثلة آنا ماي وُنغ. ومنذ ذلك الحين استُعير الاسم ليطلق على النساء الأقوياء من مناطق معينة من آسيا بالإضافة إلى عدد من ممثلات الأفلام الآسيويات والآسيويات الأمريكيات. أنتجت الصورة النمطية كمًا كبيرًا من الأدب الاجتماعي.